# Kamal Sudthivanich
Kamal Sudthivanich (Thai: กมล สุทธิวณิชย์; * um 1930) ist ein ehemaliger thailändischer Badmintonspieler.

## Sportliche Karriere
National siegte Kamal Sudthivanich erstmals bei den thailändischen Meisterschaften 1954 im Herrendoppel mit Sunthorn Subabandhu. Den Titel konnten beide 1955 und 1956 verteidigen. 1958 gewann er die Herrendoppelkonkurrenz gemeinsam mit Charoen Wattanasin. Im gleichen Jahr gewannen beide auch den Herrendoppeltitel bei den Malaysia Open. Ein Jahr später siegten sie bei den Südostasienspielen.

## Sportliche Erfolge
| Saison | Veranstaltung               | Disziplin    | Platz | Name                                     |
| ------ | --------------------------- | ------------ | ----- | ---------------------------------------- |
| 1954   | Thailändische Meisterschaft | Herrendoppel | 1     | Sunthorn Subabandhu / Kamal Sudthivanich |
| 1955   | Thailändische Meisterschaft | Herrendoppel | 1     | Sunthorn Subabandhu / Kamal Sudthivanich |
| 1956   | Thailändische Meisterschaft | Herrendoppel | 1     | Sunthorn Subabandhu / Kamal Sudthivanich |
| 1958   | Thailändische Meisterschaft | Herrendoppel | 1     | Charoen Wattanasin / Kamal Sudthivanich  |
| 1958   | Malaysia Open               | Herrendoppel | 1     | Charoen Wattanasin / Kamal Sudthivanich  |
| 1959   | Südostasienspiele           | Herrendoppel | 1     | Charoen Wattanasin / Kamal Sudthivanich  |